# Paraguay op de Olympische Zomerspelen 1988
Paraguay nam deel aan de Olympische Zomerspelen 1988 in Seoul, Zuid-Korea. Het was de vijfde deelname van het Zuid-Amerikaanse land, dat opnieuw geen medaille wist te winnen.

## Deelnemers en resultaten

### Atletiek
| Olympiër            | Discipline             | Resultaat | Prestatie                                                    |
| ------------------- | ---------------------- | --------- | ------------------------------------------------------------ |
| Porfirio Méndez     | 400m (m)               | DNS       | serie 10: niet gestart                                       |
| Porfirio Méndez     | 800m (m)               | 47e       | serie 1: 6de in 1.50,72                                      |
| Ramón López         | 1500m (m)              | 47e       | serie 2: 12de in 3.53,31                                     |
| Ramón López         | 3000m steeplechase (m) | 25e       | serie 1: 9de in 8.56,06 halve finale 2: 13de in 8.52,62 (NR) |
| Ramón Jiménez-Gaona | discuswerpen (m)       | 24e       | kwalificatie groep B: 13de met 50,90m                        |

### Boksen
| Olympiër        | Discipline  | Resultaat | Prestatie                                                                    |
| --------------- | ----------- | --------- | ---------------------------------------------------------------------------- |
| Sixto Vera      | -51kg (m)   | 33e       | 1ste ronde: V van NEP Singh: 0-5                                             |
| Miguel González | -63,5kg (m) | 17e       | 1ste ronde: vrij 2de ronde: V van AUS Cheney: scheidsrechterlijke beslissing |

### Judo
| Olympiër         | Discipline | Resultaat | Prestatie |
| ---------------- | ---------- | --------- | --- |
| Vicente Céspedes | -65kg (m)  | 14e       | 1ste ronde: W van KEN Bogie: Hansoku-goshi 2de ronde: W van SMR Sarti: waza-ari 3de ronde: V van AUT Reiter: ippon |

### Schermen
| Olympiër        | Discipline | Resultaat | Prestatie |
| --------------- | ---------- | --------- | --- |
| Alfredo Bogarín | degen (m)  | 79e       | 1ste ronde groep 16: 6de V van FRG Schmitt: 0-5 V van NED Kardolus: 2-5 V van ARG di Tella: 1-5 V van POL Siess: 3-5 V van POR Bandeira: 3-5 |
| Pedro Cornet    | floret (m) | 66e       | 1ste ronde groep 5: 6de V van ITA Numa: 0-5 V van GDR Howe: 4-5 V van USA Marx: 0-5 V van EGY Mohamed: 0-5 V van KOR Kim: 1-5                |

### Tennis
| Olympiër                      | Discipline     | Resultaat | Prestatie                                               |
| ----------------------------- | -------------- | --------- | ------------------------------------------------------- |
| Víctor Caballero              | enkelspel (m)  | 33e       | 1ste ronde: V van IND Ali: 3-6, 4-6, 2-6                |
| Hugo Chapacú                  | enkelspel (m)  | 33e       | 1ste ronde: V van URS Cherkasov: 0-6, 0-6, 1-6          |
| Víctor Caballero Hugo Chapacú | dubbelspel (m) | 17e       | 1ste ronde: V van ZIM Gurr/Tuckniss: 6-4, 3-6, 3-6, 1-6 |

Afghanistan · Algerije · Amerikaanse Maagdeneilanden · Amerikaans-Samoa · Andorra · Angola · Antigua en Barbuda · Argentinië · Aruba · Australië · Bahama’s · Bahrein · Bangladesh · Barbados · België · Belize · Benin · Bermuda · Bhutan · Birma · Bolivia · Bondsrepubliek Duitsland · Botswana · Brazilië · Britse Maagdeneilanden · Brunei · Bulgarije · Burkina Faso · Canada · Centraal-Afrikaanse Republiek · Chili · China · Chinees Taipei · Colombia · Congo-Brazzaville · Cookeilanden · Costa Rica · Cyprus · Denemarken · Djibouti · Dominicaanse Republiek · Duitse Democratische Republiek · Ecuador · Egypte · El Salvador · Equatoriaal-Guinea · Fiji · Filipijnen · Finland · Frankrijk · Gabon · Gambia · Ghana · Grenada · Griekenland · Groot-Brittannië · Guam · Guatemala · Guinee · Guyana · Haïti · Honduras · Hongarije · Hongkong · Ierland · IJsland · India · Indonesië · Irak · Iran · Israël · Italië · Ivoorkust · Jamaica · Japan · Joegoslavië · Jordanië · Kaaimaneilanden · Kameroen · Kenia · Koeweit · Laos · Lesotho · Libanon · Liberia · Libië · Liechtenstein · Luxemburg · Malawi · Malediven · Maleisië · Mali · Malta · Marokko · Mauritanië · Mauritius · Mexico · Monaco · Mongolië · Mozambique · Nederland · Nederlandse Antillen · Nepal · Nieuw-Zeeland · Niger · Nigeria · Noord-Jemen · Noorwegen · Oeganda · Oman · Oostenrijk · Pakistan · Panama · Papoea-Nieuw-Guinea · Paraguay · Peru · Polen · Portugal · Puerto Rico · Qatar · Roemenië · Rwanda · Saint Vincent en de Grenadines · Salomonseilanden · Samoa · San Marino · Saoedi-Arabië · Senegal · Sierra Leone · Singapore · Soedan · Somalië · Sovjet-Unie · Spanje · Sri Lanka · Suriname · Swaziland · Syrië · Tanzania · Thailand · Togo · Tonga · Trinidad en Tobago · Tsjaad · Tsjecho-Slowakije · Tunesië · Turkije · Uruguay · Vanuatu · Venezuela · Verenigde Arabische Emiraten · Verenigde Staten · Vietnam · Zaïre · Zambia · Zimbabwe · Zuid-Jemen · Zuid-Korea · Zweden · Zwitserland